# ویلیام الاند
ویلیام الاند (انگلیسی: William Alland؛ ۴ مارس ۱۹۱۶ – ۱۱ نوامبر ۱۹۹۷) یک هنرپیشه، تهیه‌کننده، و کارگردان اهل ایالات متحده آمریکا بود.

## فیلم‌شناسی
از فیلم‌ها یا برنامه‌های تلویزیونی که وی در آن نقش داشته است می‌توان به همشهری کین اشاره کرد.